# Pīr Kāshān
Pīr Kāshān (persiska: پیرکاشان) är en ort i Iran.   Den ligger i provinsen Kermanshah, i den nordvästra delen av landet, 400 km väster om huvudstaden Teheran. Pīr Kāshān ligger 1 567 meter över havet och antalet invånare är 205.
Terrängen runt Pīr Kāshān är huvudsakligen kuperad, men åt sydväst är den bergig.Runt Pīr Kāshān är det ganska tätbefolkat, med 149 invånare per kvadratkilometer. Närmaste större samhälle är Varmazān Somāq, 7,1 km norr om Pīr Kāshān. Trakten runt Pīr Kāshān består till största delen av jordbruksmark.